# Bashaw (Alberta)

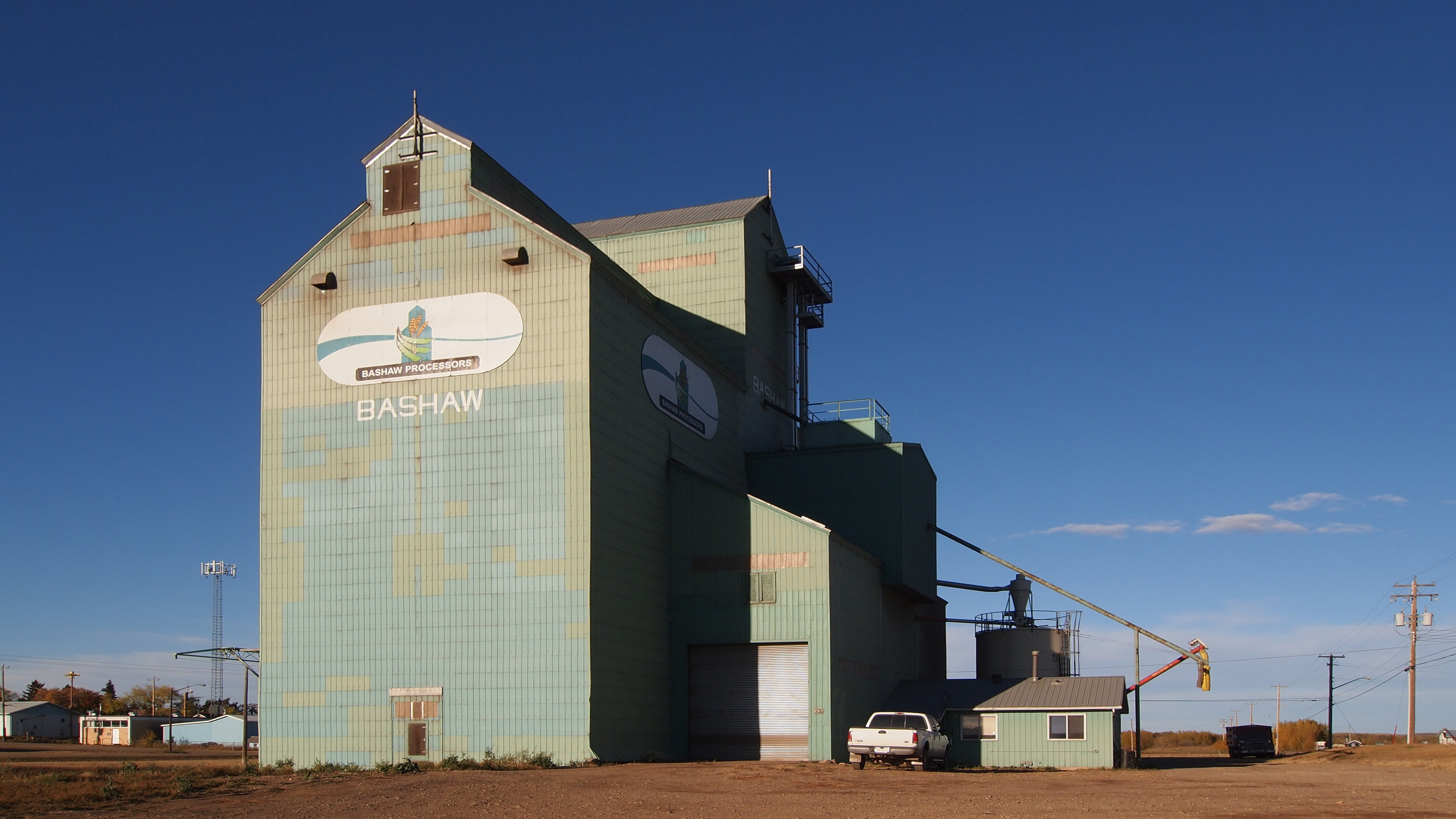
Landwirtschaftliches Anwesen in Bashaw.

Bashaw ist ein Ort in Alberta, Kanada mit 848 Einwohnern. Der Ort war lange Zeit für seine bemerkenswerte Käseproduktion in der Provinz Alberta bekannt, dies hat sich jedoch seit der Schließung der örtlichen Käserei im Jahr 2002 geändert. Auf dem Gemeindegebiet kreuzen sich die Alberta Highways 52 und 21. Des Weiteren verfügt Bashaw über einen kleinen Flughafen.

## Demografie
Beim Zensus 2016 wurde eine Einwohnerzahl von 830 ermittelt.
Der auf 792 m Höhe liegende Ort hatte 2006 eine Bevölkerung von 796, die sich auf 350 Haushalte verteilte. Bei einer Fläche von 2,84 km² ergibt sich eine Bevölkerungsdichte von 279,8 Einwohnern pro Quadratkilometer.

## Söhne und Töchter der Stadt
- Martin Jiranek (* 1969), deutsch-kanadischer Eishockeyspieler